# Glimke
Die Glimke (oder Glimbach) ist ein 6,2 Kilometer langer, linker  Nebenfluss der Salze im Nordosten des deutschen Bundeslandes Nordrhein-Westfalen.

## Geographie
Das Einzugsgebiet erstreckt sich über einen Teil des Lipper Berglands nordöstlich von Bad Salzuflen und nördlich der Bega.
Die Glimke entspringt nordöstlich von Wüsten im Ortsteil Pillenbruch, sammelt sich unterhalb des Bobergs, fließt dann vorbei an der Kixmühle, Siebeneichen, unterhalb Pehlens am Hof Schwabedissen bis zum Ortsteil Glimke. Ab hier bildet die Glimke die Grenze zwischen den Kreisen Lippe und Herford und damit gleichzeitig die Stadtgrenze von Bad Salzuflen zu Vlotho. Die Glimke mündet an der Detmolder Straße auf Vlothoer Gebiet in die Salze.

### Zuflüsse
Auf ihrem Weg nimmt die Glimke flussabwärts betrachtet folgende Gewässer auf:
- Glimke (gleichnamiger Zufluss) (R 5,4)
- Wüstener Bieke (L, 2,2)
  - Die Wüstener Bieke entspringt zwischen den zu Wüsten gehörenden Weilern Boberg, Erd- und Wiensiek. Sie fließt anfangs parallel zur Kirchheider Straße Richtung Kätchenort/Altes Dorf, unterirdisch an der ehemaligen Mülldeponie vorbei und parallel zur Glimkestraße bis zur Mündung in die Glimke.

(L/R; KM): Linker rechter Zufluss, bei Flusskilometer, Mündung bei KM 0)

## Geschichte
Der Ursprung des Namens ist unsicher und geht vielleicht auf den Glimberg (nd. Glimmerg) zurück. Dieser wiederum könnte seinen Ursprung in Glintberg (nd. Felsen, Klippe, Stein) haben. Über den Glimkebach führte über eine (noch existierende) Brücke ein Kirchweg zur Wüstener Kirche. Die Brücke wurde auch als Stauwehr zum Wiesen fluten benutzt, angenommen wird weiterhin der zeitweise deshalb mögliche Betrieb einer bezeugten, aber nicht mehr vorhandenen Hofmühle.
In dem von Graf Simon V. und Herzog Johann von Jülich-Kleve-Berg am 2. August 1536 geschlossenen Schnatvertrag (Schnat = Grenze) zur Beendigung der jahrzehntelangen Streitigkeiten heißt es unter anderem, die Grenze führt „… die Saltze uf bis in die Glimbeck, die Glimbeck uf biß an Johann Kastings hoff, für dem hove her die Landstraß uf, die von Saltzuffelen durch das Sunderfeltt nach Vlöthe geht …“.

### Grenzsteine
Entlang der ehemaligen Grenze des Fürstent(h)ums Lippe zum Freistaat Preußen bzw. der Grafschaft Ravensberg stehen rund 50 Landesgrenzsteine, die als Baudenkmale in die Denkmallisten von Bad Salzuflen, Herford und Vlotho eingetragen worden sind. Entlang der Glimke sind davon noch fünf Grenzsteine vorhanden:

## Umwelt
Weite Teile des Glimketals sind als Naturschutzgebiete Glimketal (LIP-040) sowie Salze-Glimketal (HF-035) ausgewiesen.